# 有馬信夫
有馬 信夫（ありま のぶお、1961年 - ）は、東京都調布市出身の日本の高校野球指導者。元高校保健体育科教諭。

## 経歴
都立調布北高校では、遊撃手としてプレーし、主将も務めた。日本体育大学を卒業後は、都立鮫洲工業高校定時制の軟式野球部を7年近く指導する。
都立城東高校では、1999年夏の甲子園大会に出場。都立高校野球部指導者では数少ない甲子園経験者となっている。
その後は、都立保谷高校、都立総合工科高校で指導を行う。総合工科高校時代の教え子には、創価大学を経て、福岡ソフトバンクホークスに入団する、石川柊太がいた。2018年4月からは、都立足立新田高校に赴任し、野球部監督に就任。現在は教員を定年退職し、監督に専念している。